# Tyrus Thomas
Pour les articles homonymes, voir Thomas.
Tyrus Wayne Thomas (né le 17 août 1986 à Bâton-Rouge, Louisiane) est un basketteur professionnel américain qui évoluait au poste d'ailier fort dans l'équipe des Bobcats de Charlotte.
Lors de son unique année universitaire (2005-06), il participe avec son équipe de LSU au Final four de la NCAA. Apprécié pour sa puissance et pour ses qualités athlétiques hors du commun, il est drafté en 2006 en 4e position par les Bulls de Chicago. Auteur de nombreuses actions spectaculaires, il devient une pièce indispensable du puzzle de la franchise de l'Illinois.
Mais ses relations avec l'équipe dirigeante se dégradent lors de sa blessure au début de la saison 2010 lors d'une séance de musculation. Il arrive à Charlotte en février 2010 en échange de Ronald Murray et Acie Law IV.